# Xiaosu Han
Xiaosu Han (* 1984 in Peking) ist ein chinesisch-österreichischer Kameramann.

## Leben
Xiaosu Han wurde in Peking geboren, seit 1988 lebt er in Wien. Das erste Mal hatte er auf seiner Maturareise eine Kamera in der Hand. Nach der Matura und dem Zivildienst begann er zunächst an der Universität Wien ein Studium der Theater-, Film- und Medienwissenschaften. Am Set des Diplomfilms eines Studenten der Filmakademie Wien lernte er Andreas Thalhammer kennen, mit dem er seit 2005 unter dem Namen Stilfabrik zusammenarbeitet.
2011 wurde der von den beiden unter der Regie von Jonathan Sagall gedrehte Film Lipstikka auf der Berlinale gezeigt, 2013 erschien der 3D-Horrorfilm Lost Place, 2015 der in China gedrehte Spielfilm Beijing Carmen. Mit Regisseurin Barbara Eder drehten sie die ORF-Fernsehserie CopStories, den Landkrimi Kreuz des Südens sowie die Tatort-Folge Virus, mit Umut Dağ ebenfalls Folgen der CopStories sowie 2016 den ORF-Landkrimi Endabrechnung, mit Dominik Hartl die beiden Kinospielfilme Beautiful Girl und Angriff der Lederhosenzombies. Der unter der Regie von Josef Hader entstandene Spielfilm Wilde Maus wurde 2017 ebenfalls auf der Berlinale aufgeführt. 2017 arbeiteten sie erneut mit Umut Dağ zusammen und filmten für den Norddeutschen Rundfunk den Fernsehfilm Das deutsche Kind.

## Filmografie (Auswahl)
- 2009: Lumina (Fernsehserie, neun Folgen)
- 2010: Baseline
- 2011: Qin Mi Di Ren
- 2011: Fremdkörper
- 2011: Summertime
- 2011: Lipstikka
- 2012: Murt Ramirez Wants to Kick My Ass
- 2013: Return of the Moonwalker
- 2013: Lost Place
- 2014: Stories Forlorn
- 2014–2019: CopStories (Fernsehserie, 14 Episoden)
- 2015: Beautiful Girl
- 2015: Landkrimi – Kreuz des Südens
- 2015: Beijing Carmen
- 2016: Landkrimi – Endabrechnung
- 2016: Angriff der Lederhosenzombies
- 2017: Wilde Maus
- 2017: Tatort: Virus
- 2018: Cops
- 2018: Das deutsche Kind
- 2018: Womit haben wir das verdient?
- 2019–2024: Vienna Blood (Fernsehreihe)
- 2021: Klammer – Chasing the Line
- 2022: Rubikon
- 2022: Das Haus der Träume (Miniserie, 6 Folgen)
- 2023: Hals über Kopf
- 2024: Crooks (Fernsehserie)

## Auszeichnungen und Nominierungen
Romyverleihung 2022
- Nominierung in der Kategorie Beste Kamera TV/Stream für Klammer – Chasing the Line[4]

Österreichischer Filmpreis 2023
- Nominierung in der Kategorie Beste Kamera für Rubikon[5]

Romyverleihung 2023
- Nominierung in der Kategorie Beste Kamera Kino für Rubikon[6]